# Dominik Jackson
Dominik Jackson (* 21. April 1984 in Scampton, Lincolnshire, England) ist ein ehemaliger britischer Rennfahrer.

## Karriere
Nachdem Jackson seine Motorsportkarriere im Kartsport begonnen hatte, wechselte er 2002 in den Formelsport und wurde Sechster in der britischen Zip Formel. 2003 trat er in der deutschen Formel BMW für den ADAC Berlin-Brandenburg an. Während sein Teamkollege Maximilian Götz den Meistertitel gewann, wurde Jackson mit zwei Siegen Siebter. 2004 blieb er bei seinem Team und erzielte drei Podest-Platzierungen. Am Ende der Saison verbesserte er sich auf den fünften Platz in der Fahrerwertung. Sein Teamkollege Sebastian Vettel gewann in dieser Saison mit 18 Siegen aus 20 Rennen dominant den Meistertitel. Außerdem nahm Jackson an vier Rennen der US-amerikanischen Formel BMW teil und belegte den zwölften Gesamtrang.
2005 trat Jackson für das Team JVA in der 3000 Pro Series zu zwei Rennen an. Obwohl er einmal Dritter und einmal Vierter geworden war, setzte ihn sein Team bei keinen weiteren Rennen ein. In der Gesamtwertung wurde er Zehnter. 2006 erhielt der Brite abermals kein Cockpit für eine komplette Saison und er startete bei zwei Rennen der Pazific F2000, von denen er ein Rennen gewann, und zu vier Rennen der US-amerikanischen Formel Ford 2000. Er wurde 17 in der Pazific F2000 und 23. in der US-amerikanischen Formel Ford 2000.
2007 trat er eine halbe Saison in der Formel Palmer Audi an. Er wurde 16. in der Gesamtwertung. Seinen letzten Einsatz als Rennfahrer hatte Jackson 2008 in der Superleague Formula. Bei dem von GTA Motor Competición betreuten Team von Tottenham Hotspur vertrat er Duncan Tappy an einem Rennwochenende.

## Karrierestationen
- 2002: Britische Zip Formel (Platz 6)
- 2003: Deutsche Formel BMW (Platz 7)
- 2004: Deutsche Formel BMW (Platz 5); US-amerikanische Formel BMW (Platz 12)
- 2005: 3000 Pro Series (Platz 10)
- 2006: Pazific F2000 (Platz 17); US-amerikanische Formel Ford 2000 (Platz 23)
- 2007: Formel Palmer Audi (Platz 16)
- 2008: Superleague Formula